# Hertogdom Mantua
Het hertogdom Mantua was een hertogdom in Lombardije en onderdeel van het Heilige Roomse Rijk.

## Geschiedenis
Vanaf 1328 regeerde het Huis Gonzaga over Mantua als vicaris van het Heilige Roomse Rijk. In 1433 werd het gebied door keizer Sigismund tot markgraafachap verheven en in 1530 kreeg markgraaf Federico II Gonzaga de titel hertog van keizer Karel V. Na zijn huwelijk met Margaretha van Montferrat werd deze regio ook bij het hertogdom gevoegd. In 1592 werd de aanzet gegeven tot de afsplitsing van het vorstendom Castiglione voor een jongere tak van Gonzaga.
Het uitsterven van het huis Gonzaga in mannelijke lijn in 1627 leidde tot de Mantuaanse Successieoorlog, tussen Frankrijk en de Habsburgers. De strijd eindigde in het voordeel van Frankrijk en het hertogdom kwam in bezit van de Franse tak Gonzaga-Nevers. Omdat de hertog zich tijdens de Spaanse Successieoorlog de zijde van Frankrijk koos, werd hij wegens felonie in de rijksban gedaan en de keizer confisqueerde zijn lenen van het Heilige Roomse Rijk, waaronder het hertogdom Mantua. Vervolgens beleende hij zichzelf met het hertogdom, waardoor Mantua onder Oostenrijks bestuur kwam. Omdat het hertogdom grensde aan het Oostenrijkse hertogdom Milaan werd het daarmee bestuurlijk verenigd. Montferrat ging naar Savoye.